# تو منو دوست نداری (نه، نه، نه)
«تو منو دوست نداری» (به انگلیسی: You Don't Love Me (No, No, No)) تک‌آهنگی از هنرمند اهل جامائیکا داون پن از نخستین آلبوم استودیویی خود است. این ترانه در ۱۷ فوریه ۱۹۹۴ در ایالات متحده آمریکا منتشر شد. این ترانه توسط ریانا برای نخستین آلبوم استودیویی خود موسیقی خورشید (۲۰۰۵) بازخوانی شد.
این تک‌آهنگ در چارت‌های فلاندرز، بریتانیا جزو ده ترانه اول قرار گرفت.